# Planodes quaternarius
Planodes quaternarius là một loài bọ cánh cứng trong họ Cerambycidae.